# Bunny (Film)
Bunny ist ein US-amerikanischer computeranimierter Kurzfilm von Chris Wedge aus dem Jahr 1998.

## Handlung
Eine alte, verwitwete Hasenfrau bereitet einen Möhrenkuchen vor. Der Herd ist vorgeheizt und sie siebt gerade das Mehl, als eine beständig gegen die Glühlampe fliegende Motte ihre Arbeit stört. Die Motte stößt auch gegen das Hochzeitsfoto der Häsin mit ihrem Gatten und wird schließlich von der Hasenfrau aus dem Haus befördert.
Die Hasenfrau rückt das Hochzeitsfoto gerade und wird beim Anblick des Bildes melancholisch. Draußen ist die Motte zu hören, die solange gegen das Fliegengitter am Fenster fliegt, bis die Hasenfrau das Fenster zuschlägt. Die Häsin hoppelt an ihrer Gehhilfe mühsam zum Tisch zurück und beginnt die Möhren zu raspeln. Plötzlich stößt die Motte ein Flügelfenster auf und flattert in der Wohnung umher. Die Häsin macht Jagd auf das Tier, ein Glas geht zu Bruch – nach einem gezielten Schlag landet die Motte im Kuchenteig, den die Häsin eilig in den Ofen schiebt. Hektisch zieht sie den Kurzzeitwecker auf, setzt sich schließlich erschöpft nieder und schläft ein.
Aus dem Ofen dringt plötzlich blaues Licht und der Ofen beginnt zu vibrieren, bis schließlich die Ofentür aufklappt. Im Inneren schwebt die Motte und die Häsin kriecht in den Ofen und folgt dem Tier. Die Ofentür schlägt zu. Die Häsin schwebt im Himmel, nun ebenfalls mit Flügeln versehen, einem gleißenden Licht zu. Zahlreiche Motten folgen ihr. Das Hochzeitsfoto in der Wohnung der Hasenfrau wird lebendig: Sie schaut ihn liebevoll an und schmiegt sich an ihn. Zwei halbdurchsichtige Motten verschmelzen mit dem Foto und geben Hasenmann und Hasenfrau Flügel.

## Produktion
Der Titel Bend Down the Branches, der zu den Filmcredits läuft, wurde von Tom Waits geschrieben und gesungen.

## Auszeichnungen
Bunny gewann 1999 den Oscar in der Kategorie „Bester animierter Kurzfilm“. Es war der erste Oscar, den Chris Wedge erhielt.
Auf dem Drama Short Film Festival gewann Chris Wedge für Bunny 1999 den Spezialpreis im Bereich Animation.